# Dani Bondarv
Dani Bondarv (* 7. Februar 1987 in Moskau, Sowjetunion als Дмитрий Бондарев, Dmitri Bondarew) ist ein israelischer ehemaliger Fußballspieler mit russischen Wurzeln.

## Karriere

### Hapoel Tel Aviv (2004–2011)
Bondarv, der drei Jahre in der Sowjetunion lebte, und 1990 nach Israel auswanderte, begann seine Karriere bei Hakoach Afek. 1999 wechselte er zu Hapoel Tel Aviv. Fünf Jahre spielte er in der Jugendmannschaft, bis er 2004 in die erste Mannschaft geholt wurde.
In seiner ersten Saison wurde er mit dem Verein Achter. In der darauffolgenden Saison konnte man Vizemeister werden und im Pokalfinale wurde Bnei Yehuda Tel Aviv mit 1:0 besiegt. 2006/07 wurde man wiederum Pokalsieger und am Ende der Meisterschaft konnte man Platz vier erreichen. Nach Platz sieben 2007/08 und dem Erreichen des Pokalfinales wechselte Bondarv in der Winterübertrittszeit 2008/09 zu Hapoel Ironi Kiryat Shmona. Dort spielte er zehn Spiele, ehe er im Sommer nach Tel Aviv zurückkehrte.

### Wolga Nischni Nowgorod (seit 2011)
Im Juli 2011 wechselte Bondarv zu Wolga Nischni Nowgorod nach Russland. Zwei Jahre später fand der in Tawrija Simferopol seinen letzten Verein, bevor er 2014 seine Karriere nach mehreren Kreuzbandverletzungen beenden musste.

### Israelische Nationalmannschaft (seit 2010)
Bondarv nahm an der U-21-Fußball-Europameisterschaft 2007 in den Niederlanden teil. Er absolvierte ein Spiel (in der Gruppe gegen Portugal), wo er in der 56. Minute für Idan Srur eingewechselt wurde und eine gelbe Karte erhielt. Die Israelis schieden als Gruppenletzte in der Gruppenphase aus. Sein Debüt in der israelischen Nationalmannschaft feierte er am 2. September 2010 bei einem 3:1-Heimerfolg über Malta.

## Erfolge
- Israelischer Pokalsieger 2006, 2007